# Alfonso Begué
Alfonso Begué Gamero, né à Tolède le 23 janvier 1834 et mort dans cette ville le 31 octobre 1865, est un photographe espagnol, pionnier de la photographie.

## Galerie

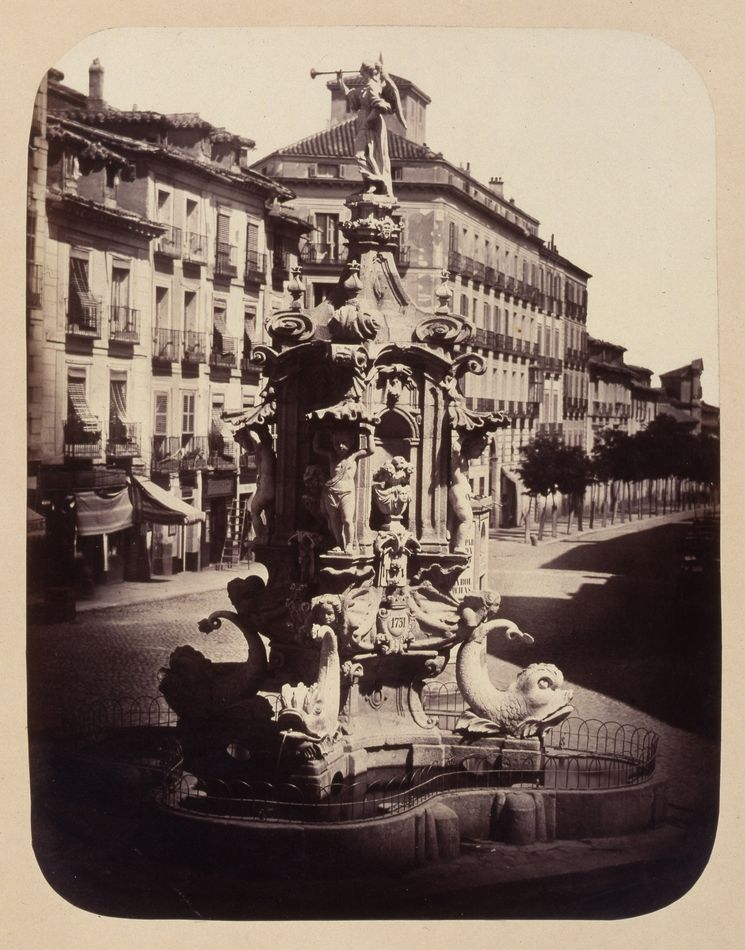
Fontaine ornementale sur la Plaza de Antón Martín à Madrid, 1864[2].
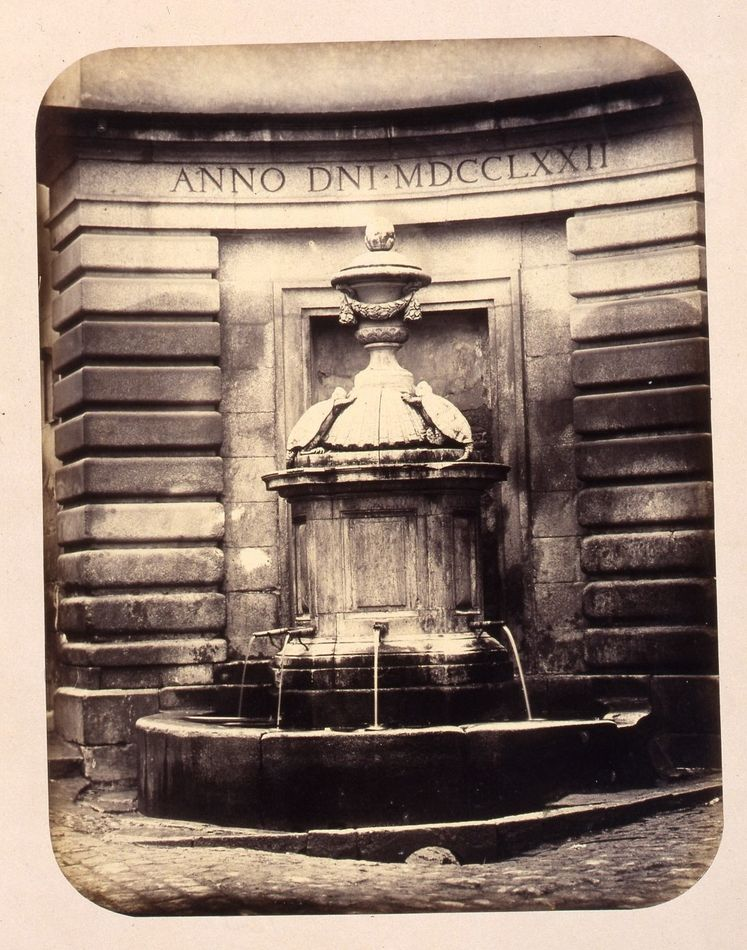
Fontaine des Galápagos, dans la rue de Hortaleza à Madrid, 1864[3].
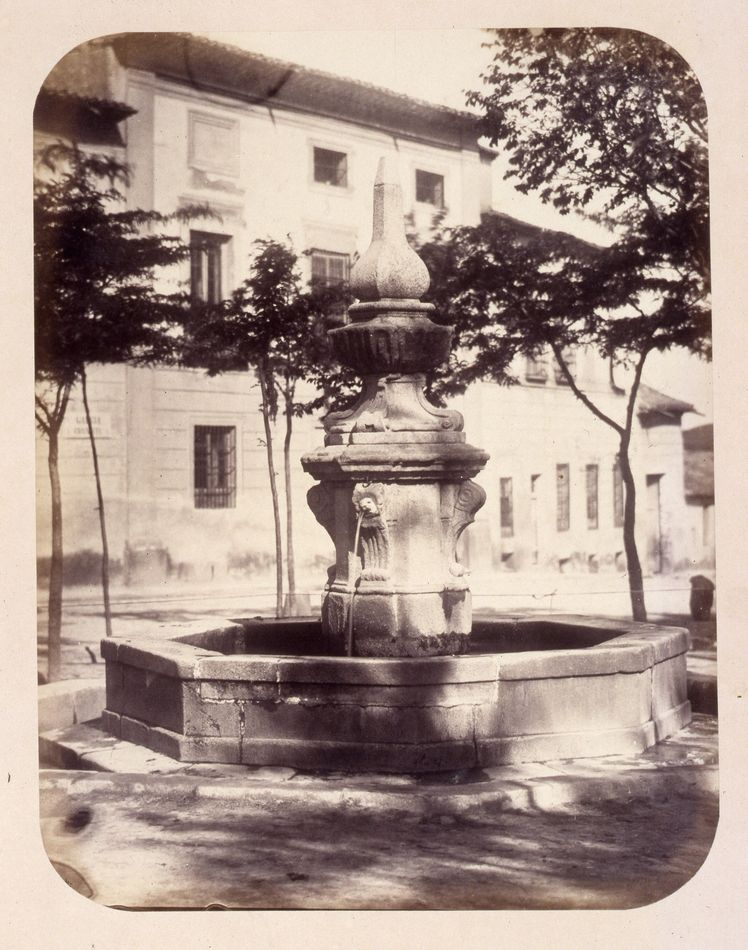
Fontaine (aujourd'hui disparue) sur la Plazuela de Afligidos à Madrid, 1864.
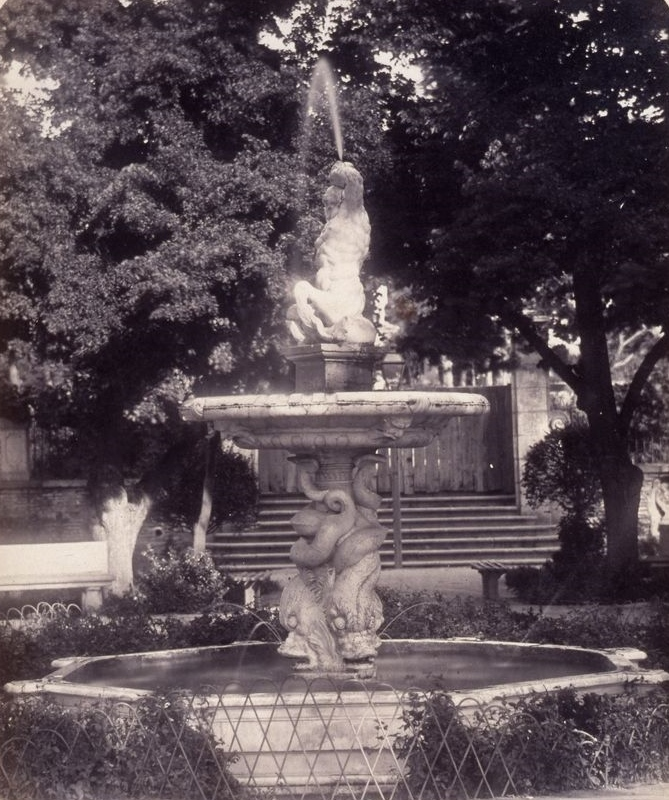
Fontaine du Tritón ou fontaine des Récollets à Madrid, 1864.

## Collections, archives
- Musée du Prado[4]
- Musée d'Histoire de Madrid